# Väsen

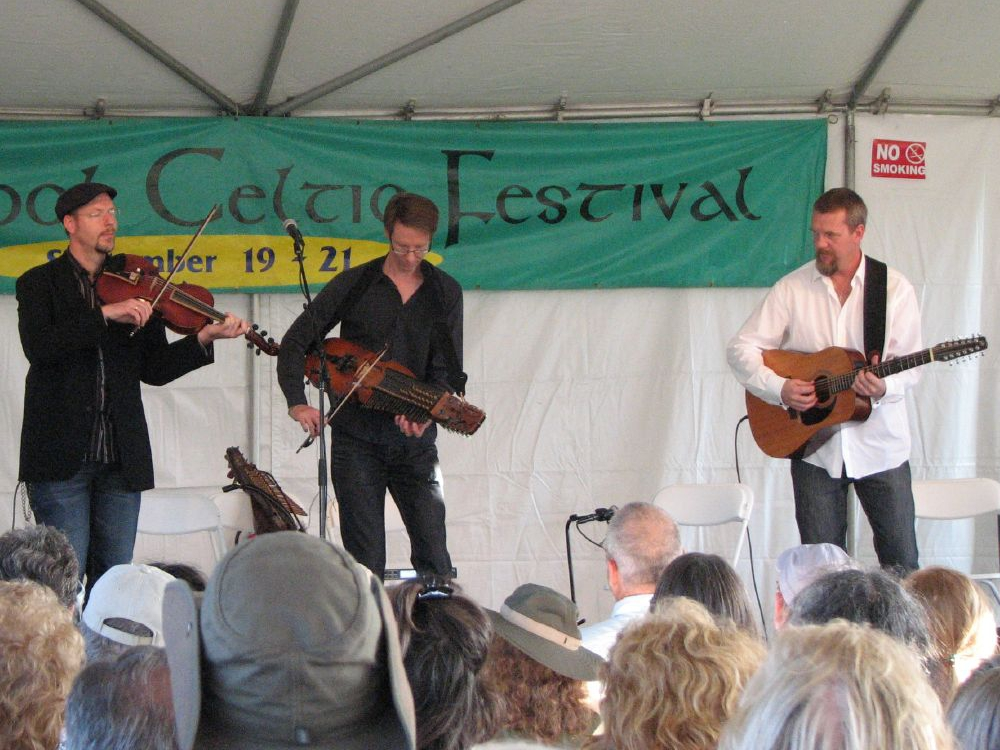
Väsen (ohne Ferrari) in Sebastopol (2008)

Väsen ist eine schwedische Folkmusikgruppe, die ursprünglich aus Olov Johansson (Nyckelharpa) und Roger Tallroth (Gitarre) bestand. Nach der ersten CD – die von Ole Poulsen produziert wurde – kam Mikael Marin (Viola) hinzu. Die drei Musiker kommen aus derselben Region und greifen auf die gleichen musikalischen Traditionen zurück. Ihre Instrumentierung ist für Folkmusik eher ungewöhnlich, jedoch passt nach Meinung Johanssons die Bratsche besser als eine Geige zu den Tonlagen von Nyckelharpa und Gitarre.
1996 kam auch André Ferrari (Percussion) hinzu. Seine Percussion gab dem treibenden Sound noch mehr Nachdruck. Sie haben bis heute (2006) zahlreiche Alben veröffentlicht und geben jährlich Touren (auch außereuropäische). Seit 2002 ist André Ferrari bei Auftritten außerhalb Schwedens gewöhnlicherweise nicht mehr dabei, da er wenig Interesse an internationalen Touren hat und es für ein Trio ökonomisch vorteilhafter ist. Seitdem hat Väsen die drei Alben „Trio“, „Keyed Up“ und „Live in Tokyo“ ohne Percussion produziert.
Auf dem Album „String Tease“ der finnischen Gruppe JPP sind sie in zwei Stücken als Gastmusiker zu hören. Ebenso hat Olov Johansson eigene Alben veröffentlicht. Als Gäste der Band Snarky Puppy wirkte Väsen außerdem für das Album „Family Dinner Vol. 2“ mit.

## Diskografie
- Väsen, 1990
- Vilda Väsen, 1992
- Essence, 1993
- Levande Väsen, 1996
- Världens Väsen, 1997
- Spirit, 1997
- Gront, 1999
- Live at the Nordic Roots Festival, 2001
- Trio, 2002
- Keyed Up, 2004
- Live in Tokyo, 2005
- Linnaeus Väsen 2007
- Väsen Street 2009

### Olov Johansson
- Storsvarten, 1998
- Örsprang, 1998
- Cantemus Vol. 2, 2000